# 贝内斯塔雷
贝内斯塔雷（義大利語：Benestare），是意大利雷焦卡拉布里亚省的一个市镇。总面积18.57平方公里，人口2486人，人口密度133.9人/平方公里（2009年）。ISTAT代码为080008。